# Palo Verde (Kalifornien)
Palo Verde (früher Paloverde) ist ein Dorf im Imperial County im US-Bundesstaat Kalifornien. Das U.S. Census Bureau hat bei der Volkszählung 2020 eine Einwohnerzahl von 152 ermittelt.
Palo Verde liegt an der Grenze zum Riverside County nahe der Grenze zum Bundesstaat Arizona und wird von unzähligen Kanälen durchquert. Das Dorf befindet sich an der California State Route 78.